# Jazzclub Langs de Lijn
Jazzclub 'Langs de Lijn' was gevestigd te Bussum en organiseerde wekelijks minstens één optreden. Sinds eind 2011 worden er geen maandelijkse concerten meer gegeven. Wel wordt er sinds 2014 meerdere malen per jaar de 'Boogie & Blues parade' georganiseerd. 

## Geschiedenis
De club werd opgericht 22 september 1984 door Ditty Toscani en Annie Denekamp uit Naarden. Jaarlijks, meestal in maart, spelen leden van de club ook op het Goois Jazzfestival, waarop in 2006 onder meer optraden Toots Thielemans, Trijntje Oosterhuis en Karin Bloemen optraden. Het Goois Jazz Festival wordt georganiseerd door serviceclub Kiwanis Naarden waarbij de opbrengst volledig ten goede komt aan het goede doel
De jazzclub begon op een andere locatie, namelijk in de jachthaven van Naarden, eerst alleen met jamsessions op de woensdagavond, kort daarna gevolgd door speciale concerten op bv zondagmiddag. Professionele musici werden uitgenodigd, maar ook de beter amateurs. Na enige tijd moesten de activiteiten verhuizen, en zo kwam de club terecht in Bussum, achter een cafe dat langs de spoorlijn lag, zodoende de naam Langs de Lijn. 
In 1984 werd de eerste jamsession-avond in de nieuwe zaal in Bussum gehouden en op zondagmiddag, en later dat jaar het eerste maandelijkse jazzconcert, met medewerking van het trio van Tonny Eyck, met als solist Harry Verbeke. Voor hun verdiensten voor de jazzclub kregen Kees Buurman en de Amerikaanse drummer Wallace Bishop het erelidmaatschap, de laatste vanwege zijn belangeloze medewerking als zanger. Onder meer traden in de club op musici als Monty Alexander, Ray Brown, Herb Ellis en Diane Schuur. Rob Hoeke gaf er zijn afscheidsconcert.
De club gaf ook sinds 1984 een blad uit, de Jazz Express.